# Slag om Stallupönen
De Slag om Stallupönen (Duits: Gefecht bei Stallupönen) was de eerste veldslag aan het oostfront in de Eerste Wereldoorlog. De slag vond plaats op 17 augustus 1914 en werd uitgevochten tussen het keizerrijk Rusland en het Duitse Keizerrijk.

## Wat voorafging
Midden augustus 1914 begonnen de Russen met het uitvoeren van een invasie van de Duitse provincie Oost-Pruisen na het uitbreken van vijandigheden. De Russische generaal Paul von Rennenkampf viel Oost-Pruisen binnen met het eerste Russische leger (Njemenleger) met als doel de stad Koningsbergen in te nemen.
De Duitsers verwachtten dit al en begonnen de slag vanuit een verdedigingspositie, hoewel Hermann von François, de commandant van het eerste korps van het Duitse achtste leger ervan overtuigd was dat zijn beter getrainde en uitgeruste troepen in staat waren de Russen op te houden of zelfs te stoppen. De massale aanvallen tegen Frankrijk op het westfront waren belangrijker, en daarom werd daar het grootste gedeelte van het Duitse leger ingezet.

## De slag
Op 17 augustus, voerde François een tegenaanval uit op de oprukkende Russen ondanks orders van zijn meerdere generaal Maximilian von Prittwitz om terug te trekken als er te veel tegenstand was. Toen Prittwitz hoorde dat François de tegenaanval had ingezet tegen de Russen stuurde hij een adjudant om François te bevelen de aanval te staken en terug te trekken. De aanval was echter al zo ver in gang gezet dat het niet veilig zou zijn om deze af te breken. François had ook niet de intentie dit te doen. Hij vertelde de adjudant dat 
‘Generaal von François zal terugtrekken nadat hij de Russen heeft verslagen.’
Met het resultaat in de waagschaal, gaf François opdracht tot een aanval op de Russische frontlinie. Hierbij werden 5.000 slachtoffers gemaakt en 3.000 krijgsgevangenen genomen.

## Achteraf
Terwijl het Russische leger zich terugtrok tot de grens, voerde Hermann von François met tegenzin de order van Maximilian von Prittwitz uit en trok 24 km terug naar het westen, om een nieuwe positie rond Gumbinnen in te nemen.